# Вербицький Володимир Володимирович

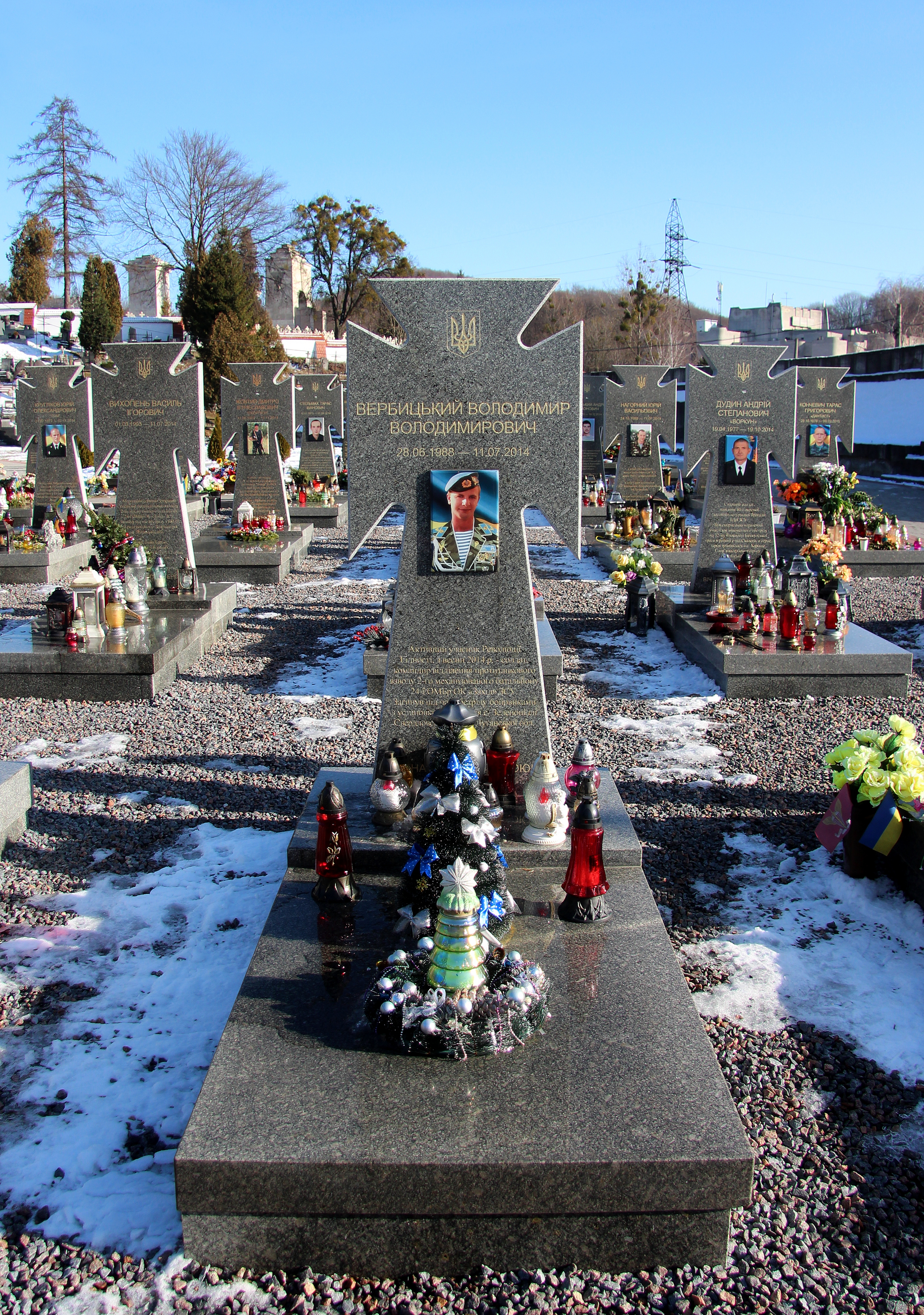

Володи́мир Володи́мирович Верби́цький (нар. 28 червня 1988; м. Львів — пом. 11 липня 2014; Зеленопілля, Свердловський район, Луганська область) — український військовик, солдат, командир протитанкового відділення протитанкового взводу 2-го механізованого батальйону 24-ї Залізної імені князя Данила Галицького окремої механізованої бригади (Яворів) Сухопутних військ Збройних сил України. Кавалер ордена «За мужність» ІІІ ступня (14.03.2015; посмертно).

## Життєпис
Народився Володимир Вербицький 28 червня 1988 року в місті Львів. Закінчив загальноосвітню школу міста Львів, потім — Національний університет «Львівська політехніка».
Навесні 2011 року призваний на строкову військову службу до лав Збройних сил України. Служив у 80-му окремому аеромобільному полку Високомобільних десантних військ (з 2015 року — 80-та окрема десантно-штурмова бригада; військова частина А0284, місто Львів). У січні 2012 року звільнений зі Збройних сил України у запас.
Взимку 2013—2014 років перебував на Майдані Незалежності в Києві, де був активним учасником Революції гідності.
Навесні 2014 року Володимир Вербицький мобілізований до лав Збройних сил України. Служив у 24-й Залізній імені князя Данила Галицького окремій механізованій бригаді Сухопутних військ Збройних сил України (військова частина А0998; місто Яворів Львівської області).
З літа 2014 року брав участь у антитерористичній операції на сході України.
Володимир Вербицький похований 26 серпня 2014 року на полі Почесних поховань № 76 Личаківського цвинтаря міста Львів.
У Володимира Вербицького залишились мати, старший брат та дві сестри.

## Обставини загибелі
11 липня 2014 року в районі села Зеленопілля Луганської області приблизно о 4:30 ранку російсько-терористичні угрупування обстріляли з РСЗВ «Град» блокпост українських військ, внаслідок обстрілу загинуло 19 військовослужбовців, серед них і Володимир Вербицький.

## Нагороди
За особисту мужність і героїзм, виявлені у захисті державного суверенітету та територіальної цілісності України, вірність військовій присязі під час російсько-української війни, нагороджений орденом «За мужність» III ступеня (14.03.2015; посмертно).

## Пам'ять
21 листопада 2016 року в місті Львів на фасаді будівлі загальноосвітньої школи № 65 (вулиця Роксоляни, 35), де навчався Володимир Вербицький, йому відкрито меморіальну дошку.